# Ich wollt, dass ich daheime wär

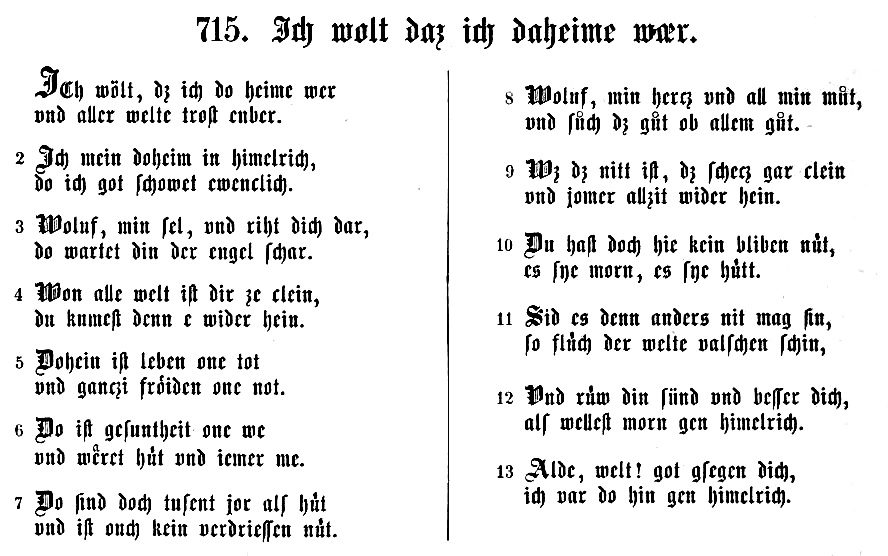
Ich wollt, dass ich daheime wär, Originaltext in der Edition von Philipp Wackernagel

Ich wollt, dass ich daheime wär ist ein Gedicht von Heinrich Laufenberg aus dem Jahr 1430. Es handelt von der Ausrichtung des Christen auf die Ewigkeit als seine wahre Heimat. Mit der ebenfalls 1430 aufgezeichneten Melodie eines unbekannten Verfassers zählt es zu den Liedern des Evangelischen Gesangbuchs (Nr. 517, Themenbereich „Sterben und ewiges Leben“, dort als ökumenisches Lied gekennzeichnet).

## Erstbeleg und Rezeption
Text und Melodie waren in einer Straßburger Liederhandschrift mit der Jahreszahl 1430, vielleicht dem Autograph Laufenbergs, überliefert, die jedoch 1870 verbrannte. Sie liegt der Druckausgabe Philipp Wackernagels von 1867 zu Grunde. Erst durch Wackernagel wurde das jahrhundertelang vergessene Lied wieder bekannt, auch vorübergehend mit Alternativmelodien versehen. Otto Riethmüller nahm es 1932 mit der Originalweise in sein „Liederbuch für die deutsche evangelische Jugend“ Ein neues Lied auf, von dort kam es 1950 ins Evangelische Kirchengesangbuch. Es erlangte jedoch weder im katholischen noch im evangelischen Kirchengesang größere Popularität.

## Text
Laufenberg, Priester und Dichter, formuliert die sehnsuchtsvolle Selbstaufforderung, aus der Welt der Not und des Todes, die für die Seele „zu klein“ und „falscher Schein“ ist, ins Himmelreich, zur ewigen Schau Gottes heimzustreben (vgl. 2 Kor 5,6–8 ). Als Weg dorthin nennt er Entsagung, Reue und Besserung des Lebens. Die Erlösung durch Jesus Christus bleibt unexpliziert.
1. Ich wollt, dass ich daheime wär

und aller Welte Trost entbehr.

2. Ich mein, daheim im Himmelreich,

da ich Gott schaue ewiglich.

3. Wohlauf, mein Seel, und richt dich dar,

dort wartet dein der Engel Schar.

4. Denn alle Welt ist dir zu klein,

du kommest denn erst wieder heim.

5. Daheim ist Leben ohne Tod

und ganze Freude ohne Not.

6. Da sind doch tausend Jahr wie heut

und nichts, was dich verdrießt und reut.

7. Wohlauf, mein Herz und all mein Mut,

und such das Gut ob allem Gut!

8. Was das nicht ist, das schätz gar klein

und sehn dich allzeit wieder heim.

9. Du hast doch hier kein Bleiben nicht,

ob’s morgen oder heut geschieht.

10. Da es denn anders nicht mag sein,

so flieh der Welte falschen Schein.

11. Bereu dein Sünd und bessre dich,

als wolltst du morgn gen Himmelreich.

12. Ade, Welt, Gott gesegne dich!

Ich fahr dahin gen Himmelreich.

## Melodie
Die kurze, modal gefärbte Melodie, symmetrisch wie Einatmen und Ausatmen oder Frage und Antwort, ist „von kunstvoller Einfachheit“. Hugo Distler bearbeitete das Lied als Motette in seiner Geistlichen Chormusik op. 12 (1935–1941).